# 北斗の拳の技一覧
北斗の拳の技一覧（ほくとのけんのわざいちらん）では、漫画・テレビアニメ・映画（アニメおよび実写）・OVA『北斗の拳』に登場する架空の拳法・闘技、技、経絡秘孔・経絡破孔について解説する。

## 拳法・闘技
注: ここでは、漫画原作とアニメに登場した拳法と闘技を説明する。
北斗神拳
千八百年（アニメ版では途中から二千年）の歴史を持つ一子相伝の暗殺拳。経絡秘孔を突き、体の内部からの破壊で敵を倒す。
ラオウ、トキ、ケンシロウの北斗3兄弟により、北斗神拳は最強の時代を迎えるが、師父リュウケンは新伝承者にケンシロウを指名した。派生拳法に北斗孫家拳、北斗曹家拳、北斗劉家拳（北斗琉拳）などがある。
南斗聖拳
陰陽の考え方に基づき、陰の北斗神拳と対をなすとされる拳法。外部から突き入れてすべてを破壊する拳法と定義され、手刀などでの突き刺しや斬撃が主な技であるが、武器を使用する流派もある。
南斗聖拳は一子相伝をもって秘匿され続けた北斗神拳とは異なり表の世界にも広く普及し、その結果主なもので一〇八派に分派している。このうち有力流派は鳥に因んだ名を持つ。
南斗六聖拳は一〇八派の中でもトップに位置する六つの流派で、南斗一〇八派を統べる。六聖拳は、かつて皇帝の居城を守る六つの門の衛将とも言われている。
南斗孤鷲拳
伝承者はシン。南斗六聖拳のひとつ。連載当初に定義された南斗聖拳の手技・足技からの突き刺し系の攻撃が主体の拳法。ただし作中（原作、アニメ）にこの流派名が見示されることはなく「南斗聖拳シン」で呼称された。
「孤鷲拳」の初出は、週刊少年ジャンプ特別編集の『北斗の拳 SPECIAL』（原作の漫画が連載されてから3年が経過し、天帝編を連載中だった1986年9月に刊行）に掲載された「拳聖烈伝」の目次から。また、同解説書のコラムには、「南斗聖拳のシンは、一〇八派すべての拳法が使えるのか?」という設問に対し、「シンは、南斗聖拳一〇八派のひとつの代表者であるが、複数の流派の拳法を修得している」と説明されている。
南斗無音拳
GOLANの大佐（カーネル）が使い手として登場。南斗聖拳の一派で“世界最強の殺人拳”とカーネルは自称している。極意は気配を消し去って敵の背後を取り、致命の一撃を与えること。カーネルは元特殊部隊レッドベレーの軍人で、さまざまな戦闘手段の一つとしてこの拳法を身につけている。指に装着した鋭利な鉄爪で切り刻む描写があるが、鉄爪はカーネルの斬撃をフォローするもので、無音拳の本質に何ら関係のないものである（双葉社刊『北斗の拳 奥義秘伝書』「拳法大辞典」より）。
跳刀地背拳
使い手はジャッカル率いるウォリアーズの最高幹部フォックス。相手を騙す虚拳。死んだ振りなどで相手を欺いて油断させ、背面の筋肉を使って上空に飛びつつ爪で切り刻む。大地という強固なガードを背負い、前面の敵に集中することが出来るが背面は弱点となる。
羅漢仁王拳
使い手はピレニィプリズンの獄囚デビルリバース。5000年前から伝えられる古代インド拳法の一つ。破壊力は無限だがあまりの残忍獰猛さから時の皇帝から禁じ手とされ、伝える者はいないとされてきた。風圧を自在に扱う奥義・風殺金剛拳は、アニメ版49話でラオウも使った。
南斗水鳥拳
伝承者はレイ。南斗六聖拳のひとつ。華麗な足の動きに奥義があり、空中に舞う姿は見る者全てを魅了するほど優美で美しいが、その外見とは裏腹で、敵を切り裂き、切り刻む、比類のない残虐非道の必殺拳。手技に特化した拳法であり、指のひとつひとつが鋭利な刃物と化し、鋭い手刀は真空波を発生させる。奥義には空中で仕掛ける飛翔白麗や飛燕流舞がある。原哲夫が最も好きな拳法として挙げ、「絵的にもうまくいった」と語っている（出典は『北斗の拳 SPECIAL』の中のインタビュー記事）。
華山群狼拳
使い手は牙一族。中国拳法象形拳の流れを汲み、集団で襲いかかり、大男と小男が連係する拳法。ケンシロウとレイからは子供騙しにしてこけおどしの拳法と酷評された。武器の使用も珍しくないが、牙一族の小男はジャマダハルのような握りに直刃3本が付いた剣を片手あるいは両手に装備する傾向にある。
華山角抵戯
使い手は牙大王。中国拳法打雷台の流れを汲む相撲の源流の一つ。使い手はただでさえ常人よりも頑丈な体であるが、奥義・華山鋼鎧呼法によってさらに頑丈な鋼鉄の鎧にすることができる。なお、雷台とは勝負する場所を指し、相撲の土俵のようになっている（双葉社刊『北斗の拳 奥義秘伝書』「拳法大辞典」より）。ゲーム『北斗無双』では牙大王とのエンカウントデモ内で、牙大王が相撲のごとく四股を踏んでいる。
野猿牙殺拳
使い手はアミバ配下で木人形（デク）狩り隊のハブ。東亜の密林の奥地に伝わるという侯拳（猿拳）の流れを汲むと言われ、軽業のような跳躍力と長い棒を使って防御の弱い頭上を取って攻撃する。
アミバ流北斗神拳
トキに変装して悪事をはたらいたアミバが名乗った北斗神拳。いくつかの新秘孔も究明したが、本家のケンシロウには勝てず。『天の覇王 北斗の拳ラオウ外伝』では、アミバは、鍼針を極めた北蛇鍼拳なる流派名を自称しており、これに北斗神拳の要素を取り入れて、発展的に押し極めていった拳。
二神風雷拳
伝承者はカサンドラの衛士フウガとライガ。同じ血、同じ筋肉、同じ想念、同じ感性を持つ二身一体の者のみが習得可能な拳。二人の指は、鋭利な金属糸で繋がれており、間に挟み込んで敵を切断する。
泰山流双条鞭
カサンドラの獄長ウイグルが使う。2本の鞭を自在に操り、目に見えぬ速度で相手をめった打ちにし、敵を切り裂く武技。バリエーションとして、兜には握り1つに多数の鞭が付いた物が2本仕込んであり、これを使う場合は泰山流千条鞭と呼ぶ。
蒙古覇極道
上記ウイグルが使う闘技。350kg（アニメでは500kg）の巨体から繰り出すショルダータックルで、その威力は絶大。
崇山通臂拳
拳王ラオウが、カサンドラにおいて極意を奪い集めて伝承者となった拳法の一つ。通臂拳は実在の拳法であり、その動作を猿の腕に例え、敵を打つときに腕か伸びることに由来する（双葉社刊『北斗の拳 奥義秘伝書』「拳法大辞典」より）。通臂拳の拳法家は奥義書を差し出し、さすがに拳王は一読して我が物とした。アニメ版では攻撃を繰り出すシーンがある。
首長処刑刀術
拳王親衛隊のザルカが使う刀術。巨大な三日月刀を風車のように回転させて切り刻む。白羽取りのような形で刀を挟み持ち、奪い取る「首長盗刃術」もあるらしいが、披露する前にケンシロウに殺されたため、詳細は不明。
竜吐火焔術
拳王侵攻隊・ガロンの火闘術。アニメで命名。腹に溜めたガソリンを噴出して火を点ける。レイには「大道芸」と呼ばれ、全く通用しなかった。
裂闘破鋼棍
トキの到着を遅らせるため、拳王ラオウの命でトキを襲った大男の棒術。2本の六角の鋼棍で殴りかかるパワー系の拳である。しかしトキには全く当たらず、逆にそのパワーを利用されて両腕を折り曲げられたが、闘気こそがこの拳の極意であり、多少なりともラオウの目に止まったことを考慮すると、それなりに強力な拳であろう（双葉社刊『北斗の拳 奥義秘伝書』「拳法大辞典」より）。
南斗比翼拳
伝承者はダガール。南斗聖拳一〇八派中、ユダ配下である二十三派のひとつ。原作やアニメの描写を見るに、手技による斬撃を得手とする流派。ユダの軍閥でNO.2の地位（副官）にあるが、ケンシロウとの力の差は大きく、雑魚扱いにされた。拳法名は「ラオウ外伝 -天の覇王-」より。また、「比翼」とは『山海経』に出てくる中国の空想上の異鳥「比翼鳥」を示す。
南斗紅鶴拳
伝承者はユダ。南斗六聖拳のひとつ。拳法名の由来は返り血で身を紅く染める鶴の姿。拳速の優位さを誇る流派で、その拳から発する衝撃は背中にまで突き抜ける。奥義には、拳の衝撃が地面や水面を伝わって行く伝衝烈波の他、敵にとどめを刺す血粧嘴がある。
南斗白鷺拳
伝承者はシュウ。南斗六聖拳のひとつ。南斗聖拳一〇八派の中で、脚での攻撃を主体する拳法であるが、単なる蹴りだけではなく、倒立して脚を自在に旋回させて斬撃を加えるなど、足技の多彩さにおいては他の流派と一線を画す。足技で、シュウ自身が“南斗白鷺拳の真髄”と格付けた烈脚空舞の他、掌を使って敵を幻惑し、自身の気配を断つ奥義・誘幻掌もある。シュウは盲目の拳士であるが、心眼と相手の気配を読み取って攻防の間合いを掴んでいるようである。
なお、シュウは生まれついての盲目ではないが、視力の有無は全くハンデになっておらず、むしろこれを戦闘で有利になる要素として積極的に生かしていた。その結果、ケンシロウとの戦いでは当初優勢を保ち、サウザーの配下が集団で仕掛けた音で幻惑する攻撃も全く効かなかった。
南斗双斬拳
聖帝サウザーの配下、ベジとギジの二人組が使う投剣術のような拳法。敵を挟んで対極に、2本の投剣（計4本）を正確に猛スピードで投げ合いながら、敵との間合いを詰めて切り裂く。技は互いの息が合わないと死に直結するだけに、相応の修練が必要な拳。
南斗鳳凰拳
伝承者は聖帝サウザー。南斗六聖拳のひとつ。南斗聖拳一〇八派中最強とされ、北斗神拳と同じく一子相伝の拳法であり、「帝王の拳」と呼ばれる。最強であるがゆえに、通常は「防御の型」と云う「構え」を有せず、前進制圧で攻勢に徹し、主力技である極星十字拳を使う。しかしながら、対等の敵と対峙した場合、帝王の威信を賭けて、奥義・天翔十字鳳の「構え」をとり、虚を捨てて立ち向かう。
泰山天狼拳
伝承者は天狼星のリュウガ。狼の牙を模した手の動きで敵を寸断する拳法。あまりのスピード故に、流血の間もなく、傷口に冷気を感じる。技には天狼凍牙拳がある。詳細はリュウガの項を参照。
五車風裂拳
南斗五車星「風」のヒューイの拳。風の中に真空を生じさせ、鋼鉄をも一瞬にして断ち切るという必殺拳。名前はアニメ版で付けられ、漫画原作では「風を友とし空中に真空を走らせる拳」と言っていたのみ。この拳法は南斗聖拳ではない。
五車炎情拳
南斗五車星の「炎」のシュレンの拳。手技での斬撃の中に燐を用いる戦法で、概ね、敵を切り裂きつつ炎上させる。五車星の拳士で漫画原作において拳法名を名乗ったのはシュレン一人だけ。斬撃を加え切り裂く拳法だが南斗聖拳ではない。
五車星「山」の鬼の拳
南斗五車星の一星「山」のフドウの拳。漫画原作にも登場した「五車山峨斬」（アニメ版で命名）は、手刀の一閃で悪党を両断した剛の拳法である。しかしながらフドウの拳の根本となるものは、かつて彼が悪事に走っていた頃使い、ユリアとの出会いで改心してからラオウと闘うまで封印していた「鬼の拳」で、圧倒的な体躯から発揮される驚異的なパワーで相手を粉砕する威力を持つ。
五車星「雲」の我流の拳
南斗五車星の一星「雲」のジュウザの拳。かつてはラオウ、トキの兄弟に匹敵する天賦の才の持ち主であったが、「雲」の如く自由に生を送る無頼者で、勝手気ままな性格ゆえ、その拳も我流して無形。手技・足技は元より、首や腕を固めてきめる柔術まがいの体技も使う。無形ゆえ誰も読むことができない変幻自在な拳法であり、ラオウもその威を認め、黒王号から降りて戦った。攻勢時にはその強さを余すことなく見せたが、守りに弱い部分をラオウにつけ込まれ、秘拳・撃壁背水掌をもってラオウとの決着戦に臨んだ。
泰山破奪剛
雲のジュウザに倒された野党の頭目ゲルガが使う拳法。自慢の豪腕で衝撃波を走らせるが、攻撃はロングレンジには及ばない。
泰山妖拳蛇咬帯
使い手はヒルカ。自称拳王配下最強拳。自在に操る布（蛇咬帯）をからめ、相手の身動きを封じた後、全身に装置した刃による死の抱擁をする。
アニメでは、蛇咬帯を絡めるだけで人体を切断するなど、攻撃力が増長している。また、数人の部下も使い手で、ヒルカと一緒にカラフルな蛇咬帯を使って攻撃していた。
華山獄握爪
バスクの使う拳。宙で体を回転しながら、掴んだ鋼鉄をも引きちぎる技。
ケンカ拳法
アインが使用する実戦の中で培われた我流の拳法。ボクシングをベースに鉄拳を武器とした。
元斗皇拳
天帝を守護する拳法の一つ。伝承者は金色のファルコ。ソリア、ショウキも使い手。光を発する手を持ち、敵の細胞を瞬時に滅殺する。
詳細は元斗皇拳の項を参照。
南斗双鷹拳
伝承者は、バズ、ギルのハーン兄弟。南斗聖拳一〇八派の一つ。個々でも屈強な拳法であり、アニメ版での描写からは、鷹がその鋭い爪で攻撃するかのごとく、手技で敵を切り刻んでいる。しかし、その極意は、息のあった兄弟の連係による二身一体の空中からの攻撃にある。
北斗琉拳
極めた者は魔界に達する魔道の拳。別名を「北斗劉家拳」（蒼天の拳より）。ジュウケイを師とし、カイオウ、ヒョウ、ハンの三羅将とシャチの四人が伝承した。
詳細は北斗琉拳を参照。
西嶽派銀槍
羅将ハンの配下で修羅となった男が使う槍術。野心がないのでハンに認められず、発動する間もなく殺されたため、詳細は不明。
蒙古流妖禽掌
郡将カイゼルが使う。相手を傷つけることなく一瞬で敵の骨や内臓を取り出すことが出来る恐るべき拳法。戦い以外では、リンが「修羅の花嫁」として与えられる修羅がその証として飲み干すことになっている、聖酒に混ぜるリン自身の血を取り出すのに使われた。
北斗宗家の拳
修羅の国に伝わる北斗の源流となった拳。ケンシロウの実兄で北斗宗家の嫡流であるヒョウや北斗宗家の傍流であったカイオウに先天的に伝承されていた。赤子の頃に修羅の国を出たケンシロウにも、当然ながら宗家の血は潜在的に流れており、カイオウとの初戦においてその血は目覚めた。さらに、ケンシロウが継ぐべき北斗宗家の秘拳なるものも存在するが、その在り処は永らくヒョウの記憶に封印されていた。
北斗宗家の秘拳
北斗宗家の拳を完璧に無効化する受けの技法。
大成して極致に達した北斗宗家の拳は、その受け技も究められ、実戦における存在意義を失ってしまった。それ故、無敵の暗殺拳が切望されることとなり、宗家の拳は、西斗月拳の「点穴」の術を組み入れることで、新たに進化を続ける余地を得て、北斗神拳と北斗琉拳を生み出した。
羈獣拳
コウケツの最終兵器で、彼が造りあげた巨人マイペットにコウケツ自身が乗り込む。コウケツの頭脳とマイペットのパワーが一つになることで地上最強になるとコウケツは言っていたが、ケンシロウには手も足も出なかった。
大乗南拳
辺境のサヴァの国王であるアサムが伝承者。息子のカイ、ブコウ、サトラの三兄弟も使う。アサムによれば肉を切らせて骨を断つ一撃必砕の剛拳とのことだが、素手にこだわらず武具を使う派や秘拳もあるようである（三兄弟の内、ブコウとサトラはケンシロウとの対決時に太刀、鎖などの武具を用いた。また、カイも蛮族達を蹴散らす際には刃物を振るっている）。奥義書には大乗南拳乱れるとき北斗神拳伝承者が現れると書かれてある。
残影蠍拳
最初に残像の突きを見せ、相手が対応した以外の無防備な部分に本当の突きを入れる拳。光帝バランがラオウより盗み取った拳法のひとつ。
白爪妙拳
屈強なゾルド軍の長、ゾルドが使う。剣を使用するがボルゲには通じず。
南斗龍神拳
アニメオリジナル。KING（シン）の配下である火闘術のドラゴンと幻術師のパトラが連帯する技であるが、拳法と言うよりあくまでも闘術の一種である。ドラゴンが持つ発火能力に、パトラの幻術による炎をからめて攻撃する。うまくドラゴンが火炎を直撃させれば、敵は火達磨と化し、幻覚の炎で混乱する敵を、パトラが剣で仕留めるのも殺法として有りき。
蝙蝠（コウモリ）拳
アニメオリジナル。KING（シン）の配下であるパトラが刺客として放った二人組の怪人（蝙蝠男）が使い手。南斗聖拳の流れを汲む拳法で、黒いコスチュームにマント、腕には3本の刃物の長い爪が装着されている。身のこなしが速く、マントを翼のように使って飛翔しつつ斬りつけ、二人がかりで戦えば、ケンシロウといえども手を焼く猛襲が可能。
南斗爆殺拳
アニメオリジナル。ジャッカル（アニメではKINGであるシンの配下）が使用。実態は、点火したダイナマイトを投げつけるだけで拳法ではなく、ケンシロウにも「火薬にたよって何が拳法だ」と突っ込まれている。この戦法で敵を仕留めるには、爆破させるタイミングと虚をつくことが不可欠。
南斗百斬拳
アニメオリジナル。KING（シン）の部下ダンテが使う拳法。ダンテはシンと共に南斗聖拳を学んだ男だけあって、割合に真面で、強力な拳法だと期待された。しかし、鉄パイプを切断する程度の威力はあったが、ケンシロウとの対戦では驚くほどの見せ場はなく、猛攻を受けてあっさりと片付けられた。
南斗暗鐘拳
アニメオリジナル。KING（シン）の配下のザリアが使い手。拳法とは名ばかりの呪術。村にある大聖堂の鐘の音を聞かせて色々なことが起こせる。特定の人間を切り裂き、死者をゾンビとして蘇らせて戦わせる他、生者までも一時的にゾンビ化して思い通りに操れるなど、常軌を逸する技でケンシロウを戸惑わせた。術を解くには、ケンシロウが秘孔を突く以外では、術者のザリアを倒すしかない。
南斗風車斬
アニメオリジナル。KING（シン）の部下バロンの武器を用いる闘技。双頭の巨大な斧を豪快に振り回して攻撃する技。破壊力はそこそこあるが、使う武器の特性上、攻撃がおよぶ範囲が狭いのが難。
南斗蛇鞭拳
アニメオリジナル。KING（シン）の部下ジャンクの武器を用いる闘技。鞭を生きた蛇のごとく操って攻撃する技で、鞭が届く範囲で遠距離からの攻撃が可能。威力は今ひとつで、ケンシロウに多数の浅い傷を与えるにとどまった。
南斗人間砲弾
アニメオリジナル。KING（シン）の部下でゴールドウルフ隊の隊長・ガレッキーが考案。大砲で人間を打ち上げ、上空より剣を振りかざして攻撃（ガレッキーがこれを繰り出したときに限り、高速錐揉み回転で空中を飛び、敵を攻撃）する。
南斗列車砲
アニメオリジナル。「南斗」を冠した名前が付いているが拳法の属ではなく、KING軍が秘匿する 列車砲 で、大口径の大砲を列車に装備した兵器。その砲撃による破壊力は尋常な物ではないが、大砲が一門で次発装填に時間がかかることが欠点。KING（シン）の部下トウダが砲術指揮を務める。
この列車砲は「ジョーカー・バルコム」と命名されており、KING軍の2大幹部の名が付けられている。
人間砲弾や列車砲は拳法と呼べるものではなく、原作者サイドの抗議を受けアニメ初期の段階で東映が書いたシナリオの再チェックが行われている。
南斗翔天拳
アニメオリジナル。KING（シン）の腹心・ジョーカーが使う拳法。空中を高速移動することで残像が生じ、3人に分身して敵に襲いかかる。残像の分身にも攻撃力があり、神速で変幻自在に動けるジョーカーだからこそ可能な拳法。
泰山寺拳法
『週刊少年ジャンプ』に北斗の拳が連載される前の1983年『フレッシュジャンプ』4月号と6月号に掲載されていた読み切り版『北斗の拳』で登場した拳法。
アニメでもシンの部下の大将軍バルコムが使い手として登場。体を鋼鉄並に硬くする牙大王の華山角抵戯に似た呼吸法を使う。両手を高速で動かし、異次元空間のようなものを作り出して攻撃する技『妖鬼幻幽拳」があるが、この技は、読み切り版『北斗の拳』で、泰山寺南西支部長であり泰山寺A級戦士の「金峰梅軒」（きんぷばいけん）が使った奥義で、正式名は「妖鋼筋鬼幻幽拳」。
華山群狼拳・妖滅の型
アニメオリジナル。牙大王のもとに向かっていたケンたちを待ち伏せしていた牙一族が使用した。あらゆるところに身を隠した牙一族が同時に現れ敵を攻撃する。
華山分裂拳
アニメオリジナル。牙一族のマダラがアニメで使用した技。高速で動き一瞬停止する、これを繰り返すと相手には敵が分裂しているように見える。
熊爪両断拳
アニメオリジナル。アミバによって熊の力を得た男・ゴウダの技。両手に闘気のようなものを溜め、一気に振り下ろして物質を両断する。ケンシロウには全く通用しなかった。
蘭山紅拳
アニメオリジナル。北斗神拳と同じく一子相伝の秘拳で、拳王に人質を取られてケンシロウとの対決を強要された女性拳士ベラが使用した。バラをくわえて戦うという特徴がある。
黒掌十字拳
アニメオリジナル。ウイグルの部下ターゲルが使い手。独特の腕を交差させた構えから、敵を一瞬にして十字型に切り裂く殺人拳。なお、設定では中国山東省盧山の秘密の修験所に始まる拳法とのことであるが、山東省にあるのは泰山であり、盧山があるのは江西省。
風雷十極拳
アニメオリジナル。ライガ、フウガの師であるソウジンが使い手。二神風雷拳の源となる拳法。両手の十指より、中空に鋭利な金属糸で極線を定め、一瞬にして相手を切り刻む殺人拳。見た目はまるで、指からレーザー光線を放っているかのようである。
鉱支猫牙拳
アニメオリジナル。ユダの部下コマクが使用。猫のように「ニャオー」と叫びながら飛び回り、爪で相手を切り裂く拳法で、高くて狭い所ではより威力を発揮するようだが、相手がケンシロウであったため、大した見せ場はなかった。
セガの対戦格闘ゲーム版ではユダの投げ技として使用されている。
泰山流斬人抜刀術
アニメオリジナルで漢字は書籍より。リュウガの部隊の副官・ガロウが使い手。相手を縦に切り下げる一の太刀、横に切り払う二の太刀、切り上げる三の太刀、刀を後ろ手に持ち切りかかる奥の太刀がある。
転界無王拳
アニメオリジナル。拳王配下・ブーガルが使い手で、自身の気配を絶って敵を貫く拳。敵を攻撃するとき、自身が回転するのが特徴。回転後、飛び蹴りに移る「転界殺生拳」も持つ。
泰山流四束拳
アニメオリジナル。野盗の頭目であるコグレと3人の部下であるグズリ、ジーラ、ナブリが使い手。コグレを司令塔に4身1体での綿密に計算された攻撃を行なう。ケンシロウ相手に四対一の戦いを挑み、それなりに苦戦させるが、なまじ動きが正確であるだけに、合図を出している司令塔のコグレを封じられると、残った3人は何も出来なくなってしまうことが弱点。ケンシロウにそこを見抜かれ、秘孔突きでコグレの動きを封じられると、途端に残った3人の動きはバラバラになり、あっという間に勝負は決してしまった。
華山角抵張手
アニメオリジナル。雲のジュウザに倒された野党の首領ダルカが使った華山角抵戯の技。体格を活かした両手の張り手である。
泰山黒影拳
アニメオリジナル。拳王配下・ドルフィが使い手。部下のゼンダが高い所から太陽光を反射させて相手の目をくらまし、その隙にドルフィが攻撃する不意打ち攻撃。ゼンダがフドウに叩き落とされたため、あっさり破られた。
華山三叉槍
アニメオリジナル。拳王配下・バルダが使い手。三叉の槍を使い、猛スピードで突きを繰り出す。ケンシロウ相手には、かすり傷をほんの1つ負わせる程度にしかならなかった。
泰山（流）剣舞術
アニメオリジナル。拳王配下・ジェモニが操る剣術。二刀流の奥義「双刀剣」があるが、ケンシロウには全く通用しなかった。
最初は泰山「流」と言っていたが、奥義を出す際には「泰山」とだけ言っていた。
五車波砕拳
アニメオリジナル。南斗五車星の「海」のリハクの拳。天才軍師のリハクもアニメ版では拳法家であり、ラオウと拳を交える場面が描かれた。「波砕拳」は波の持つ巨大なパワーを模した拳法で、変幻自在の構えから、荒波が一瞬で岩を砕くがごとく必殺の体技を繰り出す。巨大な柱や仏像を体当たりで砕く破壊力を見せたが、ラオウには通用せず、「荒波ごときで砕けるラオウではない」と一蹴されてしまった。

## 技
北斗神拳、北斗琉拳、北斗宗家、元斗皇拳および南斗聖拳の技名に関しては、それぞれ北斗神拳、北斗琉拳、北斗宗家、元斗皇拳、南斗聖拳の各項も参照。
注: ここでは漫画原作に登場した技をその登場順に説明する。
北斗百裂拳（ほくとひゃくれつけん）
猛烈な早さで敵の全身の秘孔を突き爆死させる技。初期は指先で身体中の秘孔を触れるように突くイメージだったが、次第に連続で拳を叩き込み秘孔を突くスタイルに変化していった。
原作では第1話のジード戦で使用されたのみだが、アニメ版ではカーネル、ウイグルなどにも使用している。

二指真空把（にししんくうは）
北斗神拳の技の一つ。弓やボウガンなどで放たれた矢を二指で受け止め、放った相手にそのまま投げ返す技。作中ではケンシロウのほか、ラオウも使用している。
岩山両斬波（がんざんりょうざんは）
北斗神拳の技で、渾身の力で振り下ろす手刀攻撃。スペードの手下を倒した他、牙大王へのとどめに使用。
アニメ版では、読み方が「がんざんりょうざんぱ」となっている。
北斗残悔拳（ほくとざんかいけん）
敵のこめかみを両手の拇指で思い切り打突する技。指を抜くと3秒後（アニメ版では7秒後）に爆発して死亡する。
交首破顔拳（こうしゅはがんけん）
北斗神拳の技の一つ。敵の首の両側面の秘孔を突き、顔面に膝蹴りを入れる。受けた敵は顔が真っ二つに裂けながら爆死する。
五指烈弾（ごしれつだん）
北斗神拳の技の一つ。敵の両手の秘孔を突き、全ての指を骨もろとも砕く技。読み切り版でも登場している。
北斗柔破斬（ほくとじゅうはざん）
極度の肥満体の敵にのみ効果を発揮する技であり、作中でもハートにのみ使用した。連続蹴りで敵の贅肉を掻き分けて秘孔を突き、爆死させる。
南斗獄屠拳（なんとごくとけん）
北斗神拳伝承者となった直後のケンシロウを一蹴したシンの技。跳び蹴りからの空中戦で、膝・肘の四肢の関節を瞬時に切り裂き、敵を戦闘不能にする。テレビ・東映映画版では「南斗獄殺拳」という名称で登場。
北斗飛衛拳（ほくとひえいけん）
シンの南斗獄屠拳に対してケンシロウが放った技。アニメ版で名前が登場した。ユリアを奪われた回想時には破られて敗北したが、アニメでは再戦でこの技を使用し競り勝った。
南斗千首龍撃 （なんとせんしゅりゅうげき）
シンがケンシロウとの再戦で繰り出した南斗聖拳の技で、アニメ版で名前が登場した。
一撃必殺の凄まじい貫手を連続で突き入れる。放った手が残像で何本もあるかのように見えるが、シンの技を完全に見切ったケンシロウにはもはや通用しなかった。
北斗十字斬（ほくとじゅうじざん）
ケンシロウがシンにとどめを刺した技。アニメ版で名前が登場した。ブラッディークロス（十字）の形で秘孔を突くようにして拳を叩き込み、技を受けた者は1分後（アニメ版では3分後）に死ぬ。
北斗鋼筋分断脚（ほくとごうきんぶんだんきゃく）
オアシスの村で食糧を強奪しようとした大男に使った。相手の上腕を蹴り、さらに顔の左側面を軽く蹴り秘孔を突く。腕の筋力を自在に減らすことが出来る。
空極流舞（くうきょくりゅうぶ）
北斗神拳の技。流れるような動きで跳躍し、敵の攻撃を躱す。作中ではカーネルの投じた4つのブーメランを紙一重で見切って空中で流し、かつ破壊した。
北斗壊骨拳（ほくとかいこつけん）
ケンシロウがカーネルに対して使ったとどめの技。眉間の秘孔を突き、突かれた相手は全身の骨を肉体から飛び出させて死亡する。
北斗虚無指弾（ほくときょむしだん）
ジャッカル配下である偵察隊の男達に使用。数日間の記憶を消し、放心状態にさせる秘孔を突く。
北斗断骨筋（ほくとだんこつきん）
ジャッカル配下の元プロボクサーの男に使った技。食らった相手は腕の骨が次々と破壊され、最終的に顔面をへこませて死亡する。
転龍呼吸法（てんりゅうこきゅうほう）
北斗神拳の奥義。普通の人間は潜在能力の30%の力しか発揮できないが、この奥義を使うことで100%の力を引き出すことができる。
風殺金剛拳（ふうさつこんごうけん）
羅漢仁王拳の技。凄まじい風圧を敵に浴びせ吹き飛ばす。アニメ版では49話でラオウも使用している。
北斗七死星点（ほくとしちしせいてん）
転龍呼吸法によって極限まで力を溜めた拳で北斗七星の形に深く秘孔を突く。受けた敵は全ての肋骨が内側に折れて死亡する。
北斗千手壊拳（ほくとせんじゅかいけん）
北斗百裂拳の強化版のような大技。一瞬で圧倒的な数の拳を叩き込み、食らった相手は5秒後（アニメ版では7秒後）に爆死する。
技が発動するまでの事前動作が非常に長いという特徴がある。
北斗破顔拳 （ほくとはがんけん）
北斗神拳の技の一つ。原作でケンシロウが牙一族のマダラを倒した無名の技で、名前はアニメより。左顔面を裏拳でめり込ませ、顔を割り体を崩壊させる。
聖極輪（せいきょくりん）
北斗神拳秘伝の構え。お互いの秘孔を突き一時的に仮死状態になる合図。レイのように南斗の拳士にもこの構えの意味を知っている者がいる。
南斗虎破龍（なんとこはりゅう）
聖極輪の合図を受けて出す北斗龍撃虎と対応する構え。敵を欺くために互いに秘孔を突き、一時的に仮死状態になることを意味している。
レイだけでなく、ある程度の南斗聖拳拳士に伝えられている構えで、『蒼黒の餓狼 -北斗の拳 レイ外伝-』に登場した南斗紅雀拳のザンが承知していた。
問題は南斗も秘孔が使えるのかと言う点にあるが、解説書の『北斗の拳 SPECIAL』の中で、南斗聖拳も基礎においては北斗と共通する部分を持っているとの記述がある。
また、北斗神拳の伝承者争いに敗れた者が南斗聖拳へ合流していったため（『公式 北斗の拳VS蒼天の拳 オフィシャルガイドブック』）、ある程度の経絡秘孔に関する知識が伝承されている。
北斗龍撃虎（ほくとりゅうげきこ）
聖極輪の合図を受けて出す南斗虎破龍と対応する構え。敵を欺くために互いに秘孔を突き、一時的に仮死状態になることを意味している。ケンシロウがレイと二人で牙大王を欺き、活路を開くために使った。
華山鋼鎧呼法（かざんこうがいこほう）
牙大王の使う華山角抵戯の奥義。呼吸法により体を黒く変色させ、鋼鉄の鎧と化すことが出来る。
北斗千手殺（ほくとせんじゅさつ）
無数の突きを相手に浴びせる技。修行時代、ケンシロウに対してジャギが使用。「極悪ノ華 北斗の拳ジャギ外伝」ではジャギが開発した技となっている。
北斗八悶九断（ほくとはちもんくだん）
ケンシロウがジャギに使おうとした技。初撃は正拳突きだが、ケンシロウが寸前で拳を止めたため詳細は不明。
北斗羅漢撃（ほくとらかんげき）
ジャギが披露した北斗神拳の技。素早い突きを次々に繰り出す技。作中ではケンシロウに対して含み針を交えながら使用したものの、全て防がれ不発に終わっている。
南斗邪狼撃（なんとじゃろうげき）
アーケード版対戦型格闘ゲームオリジナルの命名。ジャギがケンシロウに追い詰められた際に放った南斗聖拳の技。手刀で石像を貫通させるほどの威力をもつ。
ジャギがこの技をどうやって身につけたかは不明だが、書籍ではシンから盗み取ったとされる。
怒拳四連弾（どけんよんれんだん）
卑劣なジャギに放ったケンシロウのオリジナル技。名前は原作のタイトルから。
シンの分の蹴りの連打、ユリアの分の百裂拳、ジャギに襲われた兄弟の分の矢、ケンシロウ自身の怒りを込めた拳を叩き込む。
醒鋭孔（せいえいこう）
北斗神拳の奥義。胸椎の秘孔を突き、痛感神経をむき出しにする。何かに触れたり、触られただけで全身に激痛が走る。
秘孔封じ（ひこうふうじ）
突かれた秘孔の効果を打ち破る技。突かれた秘孔を破れるかどうかは、突いた相手と突かれた本人の実力による。
鷹爪三角脚（ようそうさんかくきゃく）
アミバが使った壁キックを利用した三角蹴り。中国の象形拳の流れをくむ「鷹爪拳」の技（2006年 双葉社刊『北斗の拳 奥義秘伝書』「拳法大辞典」より）。
残悔積歩拳（ざんかいせきほけん）
秘孔を突かれた相手は、自分の意思とは無関係に足が勝手に歩き出すという北斗神拳の奥義。一定時間が経過すると身体が破裂し、死亡する。
熊胴断波（ゆうどうだんぱ）
泰山流双条鞭の奥義。双条鞭で相手を絡め取り、体をバラバラに引き裂く。
泰山流千条鞭（たいざんりゅうせんじょうべん）
ウイグルが使用した鞭技。大量のバラ鞭で相手を叩きのめすほか、絡め取って動きを封じることができる。ウイグルはこの大量の鞭を兜に仕込んでいた。
北斗鋼裂把（ほくとこうれつは）
鋼鉄をも裂くほどの強い力を指に込め、相手の筋肉を握り潰し引き裂く技。作中ではウイグルの蒙古覇極道を6本の指だけ受け止め、その肩の筋を引き裂いた。
北斗有情拳（有情破顔拳）（ほくとうじょうけん）（うじょうはがんけん）
トキが使った北斗神拳の奥義の一つ。両腕から発せられた闘気で秘孔牽正を突く。食らった相手は体がありえない方向に曲がり始めるが痛みはなく、天国のような快感に包まれながら爆死する。
断己相殺拳（だんこそうさいけん）
レイが拳王ラオウを倒すため、相打ちを狙った南斗究極奥義。拳を繰り出す前にラオウに見切られ、放り上げたマントで阻止されたためどういう拳なのか詳細は不明。
アニメ版ではラオウの脳内イメージではあるが、相手の拳を食らいながらも怯まずに手刀で全身を切り裂き相打ちする技として描かれた。アーケードゲーム版では3つの衝撃波を放つ技となっている。
南斗聖拳に共通の奥義で、高位の使い手には伝授されている者が存在し、レイの他には『蒼黒の餓狼 -北斗の拳 レイ外伝-』でロフウがこの技を使っている。
北斗七死騎兵斬（ほくとしちしきへいざん）
馬上の敵を討ち取るための技。ケンシロウが馬上のラオウに使用したが、ラオウの兜を破損させ顔に切り傷を負わせるに留まった。
七星点心（しちせいてんしん）
北斗神拳の奥義。リュウケンがラオウに対して使用した。死を司る北斗七星の動きから無数の突きを繰り出す。ラオウですら見切れず手も足も出せない程の技だったが、リュウケンに病の発作が起きてしまい、とどめを刺すには至らず敗れてしまった。
飛燕流舞（ひえんりゅうぶ）
南斗水鳥拳の奥義。華麗に空に舞い、離れた相手を両断する。作中では修行時代のレイが使用し、大型の猛禽を綺麗にスライスしてみせた。
見る者の心を奪ってしまうほどの美しい技であるらしく、見惚れてしまったユダの激しい妬みを買うことになる。
伝衝裂波（でんしょうれっぱ）
ユダがレイとの対決で放った南斗紅鶴拳の技。原作では技名が無く、アニメ版で設定され、テロップには紅鶴拳の奥義と表記された。
拳速の優位性を生かした紅鶴拳の斬撃による衝撃波が、地面や水面を伝わって離れた敵を切り裂く。
そのロングレンジからの攻撃は非常に有用で、北斗神拳奥義・水影心で写し取ったケンシロウが、後のシュウとの対戦や、修羅の国に上陸した際に迎撃してきた2名の仮面の修羅に対しても使用している。
アニメ49話で、ラオウがケンシロウに対して使用した南斗聖拳のみに伝わる奥義にも酷似している。
血粧嘴（けっしょうし）
南斗紅鶴拳の奥義。ユダがレイにとどめを刺すために使おうとしたが、構えから技に移る前にレイの飛翔白麗が決まったため失敗に終わり、詳細は不明。
「ラオウ外伝 -天の覇王-」では、ユダがラオウとの対戦で使用し、爪を立てた両掌からの高速の突きによる衝撃波の連弾として描かれたが、ラオウには通用しなかった。
アーケード版対戦型格闘ゲームでは衝撃波を出し、命中した相手に指を突き立て、回転しながら抉る技になっている。
飛翔白麗（ひしょうはくれい）
南斗水鳥拳の奥義。華麗に高く跳躍し上空から敵の間合いに瞬時に入り、両手での手刀を相手の両肩に食らわせて切り裂く。
誘幻掌（ゆうげんしょう）
南斗白鷺拳の奥義。掌の動きで幻惑し、気配を断って攻撃する。盲目のシュウがゆえに会得できた奥義。
裂脚空舞（れっきゃくくうぶ）
南斗白鷺拳の技。後方転回（バク転）しながら蹴り上げた後、倒立して自在に脚の連打を見舞わす。シュウ曰く「南斗白鷺拳の真髄」。
水影心（すいえいしん）
北斗神拳の奥義。一度戦ったり、見た相手の拳法を水鏡に映した影のごとく、自分の物として使うことが出来る。作中ではユダの南斗紅鶴拳から伝衝裂波を写し取り、使用している。
極星十字拳（きょくせいじゅうじけん）
南斗鳳凰拳の技。構えのない姿勢から一瞬で敵の間合いに踏み込み、手刀の斬撃により十字型に切り裂く。
南斗裂脚斬陣（なんとれっきゃくざんじん）
南斗白鷺拳の技。脚を旋回することによって生じる衝撃波で、取り囲む敵をまとめて一挙に切り裂く。
北斗有情断迅拳（ほくとうじょうだんじんけん）
聖帝軍に対してトキが使用。襲いかかる多数の敵の間を駆け抜けながら全員の秘孔を突く。食らった敵は痛みを感じず、天国を感じながら爆死する。
天翔十字鳳（てんしょうじゅうじほう）
南斗鳳凰拳の奥義。自らの体を天空に舞う羽根と化し、相手の技の流れを見切り、空を切らせ躱しつつ攻撃を行う。
南斗鳳凰拳には本来、防御の姿勢である「構え」を一切持たないが、対等の敵が現れた時には、帝王の威信を賭け、天翔十字鳳の「構え」をとる。
天破活殺（てんはかっさつ）
北斗神拳の奥義。指先から闘気を放ち、離れた相手の秘孔を触れずして突く。
北斗有情猛翔破（ほくとうじょうもうしょうは）
無数の突きを相手の体に入れた後、鳩尾に強烈な一撃を加える。有情拳のため相手に痛みを与えることはない。
七星抹殺（しちせいまっさつ）
北斗神拳の技。自らの命を捨てて使う相打ちの拳。コウリュウがラオウを倒すため発動しようとしたが、発動前にラオウの一撃で倒されたため、詳細は不明。
北斗天帰掌（ほくとてんきしょう）
技ではなく型の一つで、北斗の拳士同士が戦う前にとる儀式。誤って相手の技に倒れても悔いを残さず恨まず天に帰るという意味。
無想陰殺（むそういんさつ）
北斗神拳の技。気配を読んで殺気との間合いを見切り、無意識に蹴りや突きなどを繰り出す必殺の拳。ラオウはトキを全く見ずに気配を察して後ろ蹴りを放った。
闘勁呼法（とうけいこほう）
北斗神拳の奥義。呼気と共にエネルギーを蓄え、吐気と共に一気に拳にその力を込める呼法。発生した闘気は地面に衝撃波を走らせるほどになる。
アーケード版では、地面を走る闘気の衝撃波を相手に放つ遠距離攻撃技となっている。
天翔百裂拳（てんしょうひゃくれつけん）
トキが得意とする空中戦の技のひとつ。宙に舞い、一気に相手との間合いを詰めて百裂拳を放つ。
天狼凍牙拳（てんろうとうがけん）
泰山天狼拳のリュウガの技。凍気すら感じる速さで、牙のような鋭い無数の突きを打ち込む。
撃壁背水掌（げきへきはいすいしょう）
五車星の一人、雲のジュウザが使う「我流の拳」の秘技。身をすりあわすほど接近し、わずかな隙間さえあれば、両掌に集中したエネルギーで瞬時に致命的な打撃を与える。
北斗剛掌波（ほくとごうしょうは）
掌から凄まじい闘気を放ち相手に打ちつける、ラオウの代表的な技。
後にラオウに付き従い技を盗み取ったバランも使用したが、ケンシロウには全く通用せず、「本物の」北斗剛掌波をもって反撃された。
無想転生（むそうてんせい）
心に真の哀しみを背負った者にしか会得できないと言われる北斗神拳究極奥義。存在を空に消し去り敵の攻撃を無にしてしまう特殊な技であり、同時に、攻撃を仕掛けてきた相手に反撃してダメージを与える。
天将奔烈（てんしょうほんれつ）
北斗神拳の技。両手に込めた猛烈な闘気を放ち、敵を打ちのめすラオウの無敵の拳。後に修羅の国に渡ったケンシロウが、羅将ハンとの戦いでも使用した。
元斗流輪光斬（げんとりゅうりんこうざん）
元斗皇拳の技で紫光のソリアが使った。攻も守も円、高速の手の動きで闘気の流輪を作り連続攻撃を加えて相手を切り裂く。
破の輪（はのりん）
元斗皇拳の奥義。巨大な手の形をした闘気を両手に纏い攻撃する。
双羽落爪破（そううらくそうは）
ハーン兄弟が使う南斗双鷹拳の技。双鷹拳の極意は、二身一体の攻撃にあり、兄弟による空中からの攻撃。二人が手を組んで虚空に舞い、ポジションに変化をつけて落下しつつ、加速度をつけて敵を切り裂く。
衝の輪（しょうのりん）
元斗皇拳奥義。闘気を纏った両手を振り回して闘気の輪を作り、相手に叩きつける。
天衝舞（てんしょうぶ）
元斗皇拳の空中技。宙に舞って相手頭上を取り、落下しつつ攻撃を加える。間合いを見切り、相手が放つ拳の上に立つこともできる攻防一体の技。
元斗白華弾（げんとはくかだん）
元斗皇拳の技。闘気を手に集め、弾頭のように拳で突く。
忍棍妖破陣（にんこんようはじん）
無名修羅の使った修羅忍道の技。2本の伸縮自在の棍を手足のように使って襲い掛かる。
千手魔破（せんじゅまは）
無名修羅の使った修羅忍道の技。多数の手裏剣を一度砂に潜らせて、見切れないようにして攻撃する。手裏剣は自動追尾機能のあるかのごとく、正確に敵を捕らえる。
修羅忍道破魔砂蜘蛛（しゅらにんどうはますなぐも）
無名修羅の使った修羅忍道の技。砂に潜って自身の姿を隠して間合いに入り、急襲する技。
滅凍黄凄陣（めっとうこうせいじん）
元斗皇拳の技。闘気で周りの地面や砂地を凍結させて結界を作り、敵の動きを見切る。
毒蜘蛛手刃滅把妖牙（どくぐもしゅとうめっぱようが）
無名修羅の使った修羅忍道の技。闘気を纏った手刀で突き刺す。その威力は、元斗猛天掌と撃ち合って競り勝ち、ファルコの掌を突き通した。
元斗猛天掌（げんともうてんしょう）
元斗皇拳の技。闘気を纏った掌打を放つ。
黄光刹斬（おうこうせつざん）
元斗皇拳の秘奥義。絶大な闘気を纏った手刀で相手を一刀両断にスライスする。
誘闘赤円舞（ゆうとうせきえんぶ）
砂時計のアルフが使った技。毒牙を含んだマントを突かせて視覚を幻惑（眼前に無数のマントがあるように見える）しつつ、無数の突きを相手に叩き込みとどめを刺す。
喝把玩（かっぱがん）
北斗琉拳の技。相手の両眉辺りに突きを入れる。相手は縦方向にどんどん小さく潰されて行き死ぬ。
幻闇壊（げんおんかい）
石のように動けず、口も聞けない状態になり、3日目に北斗七星が煌めく時に体が崩壊する。
元々はシャチが地領を治めていた修羅に仕掛けた技で北斗琉拳での呼称は不明だが、北斗神拳ではこの技を「幻闇壊」と呼ぶ。
虎背熊牙盗（こはいゆうがとう）
郡将カイゼルが使った孟古流妖禽掌の基本技。手に闘気を纏わせ、敵に傷を与えることなく骨格や内腑を抜き取り、戦闘不能にさせる。手から闘気を放つこともできる。
伐陀羅（ばっだら）
郡将カイゼルが使った孟古流妖禽掌の技。技を掛ける前にカイゼルがシャチに倒されたため、詳細は不明。『LEGENDS ReVIVE』では、心臓を抜き取り握り潰す技となっている。
破摩独指（はまどくし）
北斗琉拳の技。人差し指で相手の目を突き、闘気を送り込んで頭部を憤破させる。
魔舞紅躁（まぶこうそう）
ハンの使う北斗琉拳の奥義。あまりに速い拳のため、相手も葬られていることに気がつかない。疾風のごとき闘気により、敵は吹き飛ばされ砕け散る。
双背逆葬（そうはいぎゃくそう）
北斗琉拳の技。北斗神拳の二指真空把に似た技。敵が放った物を二指間で受け止め、放った相手に正確に投げ返す。シャチがハンにチェスの駒を投げ返した時は当たる前に砕かれた。
疾火煌陣（しっかこうじん）
ハンの使う北斗琉拳の技。疾風のごときスピードで一瞬にして間合いを詰め、飛び蹴りを浴びせる。
白羅滅精（はくらめっせい）
ハンの使った北斗琉拳の技。掌から闘気を放出する。発動直後にケンシロウから返し技（天将奔烈）を喰らったため、効果は不明。
斬風燕破（ざんふうえんぱ）
北斗琉拳の技。心臓を目にも留まらぬ早さで突く。ハンがケンシロウの足を封じた上で繰り出した必殺の一撃だったが、繰り出したハンもケンシロウによって視神経を狂わされていたため、破孔をそれ不発に終わった。
交牙断随（こうがだんずい）
修羅であるシエの技。腕に装着した2本の超巨大なナイフで襲い掛かる。
幻魔影霊（げんまえいれい）
魔闘気が巨大な影を作り出す。修羅の国の人間はこれにより羅将カイオウの到来を知る。
北斗仙気雷弾（ほくとせんきらいだん）
魔界に入り口に立ったジュウケイに対し、正気を戻させるために若きリュウケンが使った北斗神拳の技。上空より多数の闘気を放ちながら、速い体捌きで落下しつつ、実体を捉えられることなく突きを入れる。
呪龍羅斬陣（じゅりゅうらざんじん）
カイオウ滅殺隊の修羅（アニメでは修羅ギャモンの部下）が、甲虫のような武具をまとい、5〜6人が肩車をして、ムカデのような隊形を作り襲い掛かる特殊な体術。全員が両手に刃物を持っている。
暗流霏破（あんりゅうひは）
魔闘気の巨大な弾を乱れ打ちにする北斗琉拳の剛拳。カイオウが使った。闘気を操ることに関して北斗琉拳は秀でており、ケンシロウを瀕死の状態に追い詰めた。
暗琉天破（あんりゅうてんは）
魔界に入りし、北斗琉拳を極めた者を象徴する技。圧倒的な魔闘気を空間に放ち、その威力によって重力を遮って無重力状態を作り出し、敵に自分の位置を見失わせる技。この技で相手を捉えたところに大技を叩き込む攻撃をカイオウが多用し、ケンシロウを苦しめた。
遊昇凄舞（ゆうしょうせいぶ）
黒夜叉が持つ北斗琉拳の暗琉天破を破る秘拳。北斗宗家の拳のひとつ（2006年 双葉社刊『北斗の拳 奥義秘伝書』「拳法大辞典」より）。空間を乱れ飛び、実体を悟らせず間合いを詰め、敵を砕く。
擾魔光掌（じょうまこうしょう）
ヒョウに伝授されていた北斗宗家の拳技。手で闘気を練り上げて纏い、一瞬にして敵を切り裂く。かろうじてケンシロウはかわすことができた。
万手魔音拳（まんじゅまおんけん）
ヒョウに伝授されていた北斗宗家の拳技。尋常でない拳速で、敵には万の手が突き掛かるように見える拳。突きの速さは北斗百裂拳をも凌ぐ（双葉社刊『北斗の拳 奥義秘伝書』「拳法大辞典」より）。
呼頸虚塞（こけいこそく）
北斗琉拳の無呼吸での闘法。酸欠状況の戦場でも戦える。
北斗逆死葬（ほくとぎゃくしそう）
北斗神拳伝承者は自分でも知らぬうちに北斗七星の動きをとる。その動きを妨げるため、戦場に北斗七星の形に石柱を立て動きを封じる。
凄妙弾烈（せいみょうだんれつ）
実体はカイオウに伝わっていた北斗宗家の技で、敵の破孔めがけて猛烈な速さで突きを入れる。ケンシロウに破られる前までカイオウの不敗の拳だった。
拳盗捨断（けんとうしゃだん）
北斗宗家の技ではなく北斗神拳の技（双葉社刊『北斗の拳 奥義秘伝書』「拳法大辞典」）。戦いにおいては打ち出す拳にこそ隙ができ、その隙をつき、敵の拳そのものを破壊するカウンターの手刀の一撃。ケンシロウがカイオウの拳を封じ、勝負の決め手となった。
煩苦覇棍（はんくはこん）
コウケツのマイペットが使用。2本のトンファーで襲い掛かる。
双同異太刀（そうどういだち）
サトラの大乗南拳の武技。双身刀で襲い掛かる。
銀流陣（ぎんりゅうじん）
大乗南拳の秘拳らしい。鎖のついた鉄球を相手に発射し動けなくする。ブコウが使った。
包破鎖万獄（ほうはさまんごく）
ブコウの大乗南拳の武技。銀流陣で相手の動きを封じ、さらに無数の鎖を放って巻き縛る。
拷熊甲捨拳（ごうゆうこうしゃけん）
大乗南拳の技。ブコウが見せた力まかせの一撃必砕の剛拳。
七点掌（しちてんしょう）
北斗神拳の構えのひとつ。光帝バランがラオウより盗み取った拳のひとつ。
多頭凶蛇棍（たずきょうじゃこん）
ボルゲが使用。無数の棘がついていて、蛇のようにあらゆる方向に曲がる長大な棍で、自在な攻撃を行なう。

## 経絡秘孔・経絡破孔
人体に経絡秘孔は708、経絡破孔は1109ある。経絡とは血や神経の流れであり秘孔とはその要髄。秘孔封じとはその名の通り秘孔の効果を防ぐこと。元斗皇拳の秘孔封じは細胞ごと死滅させる。
詳細は経絡秘孔の項を参照。
注: ここでは原作に登場した秘孔・破孔名に限り、その登場順に説明する。
頭維（四合）（とうい）
指を抜くと3秒後に死亡する。両耳の少し上。ケンシロウがスペードに使用。
頭顳（ずせつ）
今の一瞬の記憶を消す。両頬の少し上。ケンシロウがクラブの部下に使用。
命門（めいもん）
一分の命。背骨が筋肉の張力に負けて折れる。ケンシロウがクラブに使用。
明見（めいけん）
両腕が自分の意志に関係なく左右に拡がる。ケンシロウがGORAN部隊長に使用。
定神（ていしん）
正気を失った者を落ち着かせ眠りにつかせる。鼻の下。ケンシロウがリマに使用。
瞳明（どうめい）
眼球を回転させて視力を失わせる。ケンシロウがGORANの大佐(カーネル)に使用。
新一（しんいち）
体とは無関係に口を割る。ケンシロウがフォックスに使用。
新伏免（しんふくめん）
その場から一歩でも動くと死ぬ。ケンシロウがマミヤの村を監視していた牙一族に使用。
頬内（きょうない）
顎の動きを封じ、相手を噛み殺すことが出来ない。ケンシロウがマダラに使用。
大胸筋（だいきょうきん）
筋肉が脂肪のように軟弱になる。ケンシロウが牙大王に使用。
建明（けんめい）
失明した目が見えるようになる。ケンシロウがアイリに使用。
龍頷（りゅうがん）
体がむき出しの痛感神経に包まれる。ケンシロウがジャギに使用。
激振孔（げきしんこう）
アミバが発見した秘孔。血管を破るほどに心臓の運動を急激に増加させる。両肩。アミバがユウの父に使用。
戦癰（せんよう）
体が動かなくなる。両腰。アミバがケンシロウに使用。
膝限（しつげん）
足が自分の意志に関係なく後ろに歩を進める。ケンシロウがアミバに使用。
頭顳（ずしょう）
体が意志とは無関係に動く。ケンシロウが拳王親衛隊の一人に使用。
牽正（けんせい）
手足が勝手に曲がっていき死ぬ。有情拳で突くと死に際に天国を感じる。トキが自分を殺そうとした拳王親衛隊の2人に使用。
新血愁（しんけっしゅう）
3日の間、徐々に体が破壊されていき、最期は全身の血を吹出して崩壊する。解除の手立てが無い極めて強力な秘孔。ラオウがレイに使用。
新膻中（しんたんちゅう）
秘孔を突いた者の声が掛からないと体が動かない。トキがケンシロウに使用。
頸中から下扶突（けいちゅう、かふとつ）
新血愁を受けた者と同じ苦しみを与える。ケンシロウがダガールに使用。
心霊台（しんれいだい）
新血愁に唯一対応する秘孔。効果を解除することはできないが、数倍の激痛と引き換えに命を少し延ばす。トキがレイに使用。
児鳩胸（じきゅうきょう）
目の遠近感を失わせる。ケンシロウがベジとギジに使用。
人中極（じんちゅうきょく）
最も破壊力のある秘孔。3秒の命。ケンシロウがサウザーに使用。
刹活孔（せつかっこう）
命を削る事と引き換えに、一瞬のみ剛力を得る。トキが自らに、ケンシロウがファルコに使用。
鏡明（きょうめい）
手が崩れ、使えなくなる。ラオウがジュウザに使用。
解唖門天聴（かいあもんてんちょう）
意志と関係なく口を割る。抵抗すると激痛の上、全身から血を噴出して死亡する。ラオウがジュウザに使用。
喘波（ぜんは）
息を吐けるが吸えない。ケンシロウがゲイラに使用。
上血海（じょうけっかい）
片足が自由に動かなくなる。ケンシロウが自分に使用。
戈穴（かけつ）
必殺の秘孔。胸の中央。ケンシロウがファルコに使用。
門堪孔（もんかつこう）
経絡破孔。子供の力でも突けば死に至る。両首。ヒョウ（少年時代）が自らに使用。
経星（けいせい）
経絡破孔。記憶を取り戻す。ジュウケイがヒョウに使用。
詩宝林（しほうりん）
北斗泰聖殿にある石碑の文字を解読する。ケンシロウが自らに使用。
死環白（しかんはく）
経絡破孔。一時的に意識を失くし、情愛を失わせる。そして目覚めた時、最初に見た者にすべての愛を捧げる。カイオウがリンに使用。
その所作を解くには秘孔を突いて記憶を奪うことで、バットが自分を愛してしまったリンに使用している。